# Sainte-Sève
Sainte-Sève is een gemeente in het Franse departement Finistère (regio Bretagne). De plaats maakt deel uit van het arrondissement Morlaix. Sainte-Sève telde op 1 januari 2022 1.060 inwoners.

## Geografie
De oppervlakte van Sainte-Sève bedroeg op 1 januari 2022 9,98 vierkante kilometer; de bevolkingsdichtheid was toen 106,2 inwoners per km².

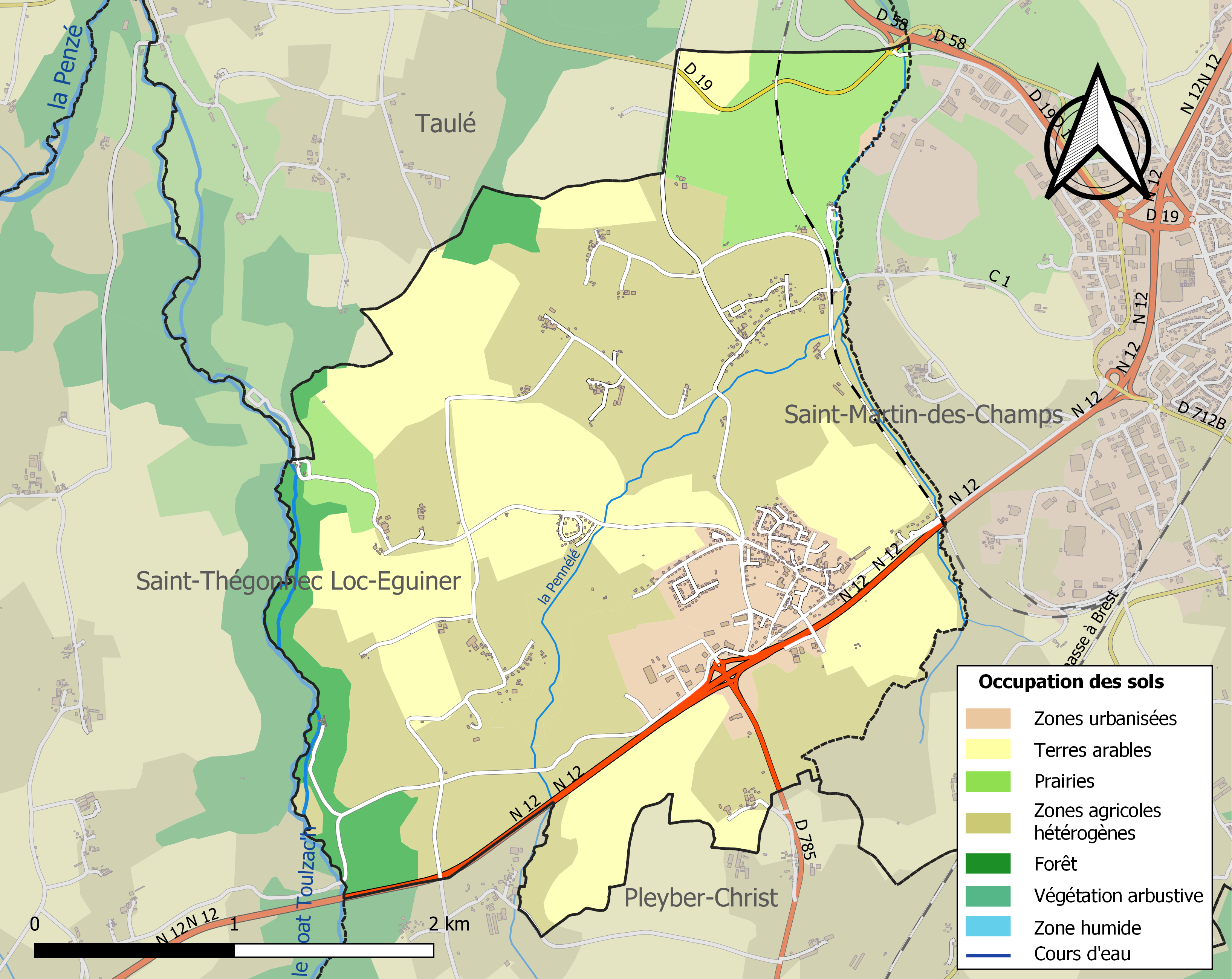
Kaart van de gemeente met belangrijkste infrastructuur, bodemgebruik en omliggende gemeenten

## Demografie
Onderstaande figuur toont het verloop van het inwonertal (bron: INSEE-tellingen).